# Morbier (brânză)

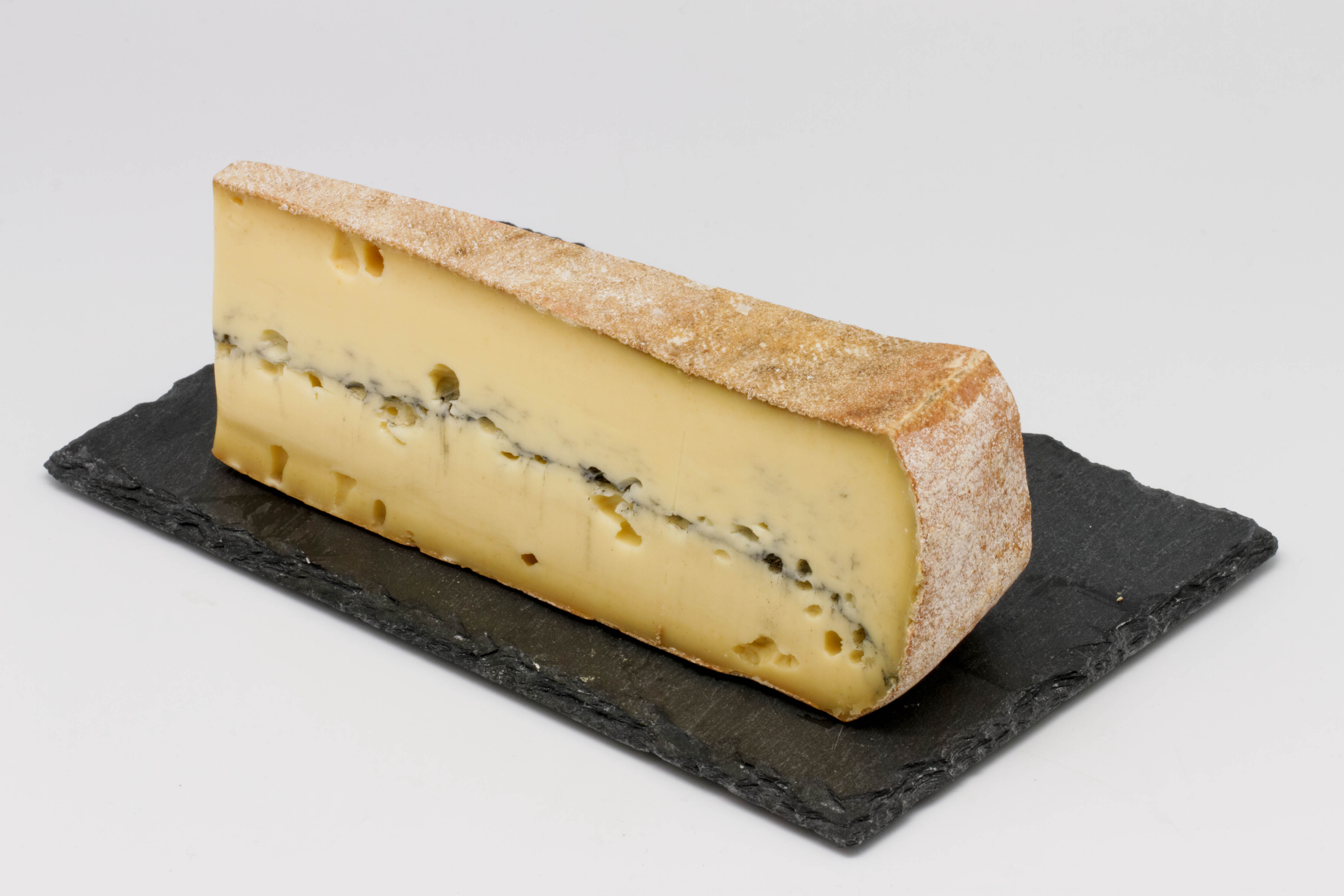
Brânza Morbier

Morbierul este  o brânză franceză din lapte crud și integral de vacă, cu pastă presată nefiartă. Se produce în departamentul Jura, în regiunea Franche-Comté, și în special din comuna Morbier, al cărei nume îl poartă.
Se prezintă sub forma de roată cilindrică plată, cu marginea exterioară ușor convexă, cu diametrul de 30-40 cm și cu greutatea cuprinsă între 5 și 8 gr. Coaja naturală este netedă, de culoare variind de la gri-deschis la galben-portocalie. Pasta este de culoarea fildeșului, suplă, onctuoasă și fondantă, cu gustul de smântână. Se caracterizează prin o dungă neagră centrală orizontală, a căreia origine rămâne încă neclară.
Brânza Morbier face obiectul unei denumiri de origine controlată (AOC) în Franța, apoi al unei denumiri de origine protejată (AOP) în Uniunea Europeană. Producția de Morbier AOP era de 7.000 tone în anul 2005.